# 에드워드 드미트릭

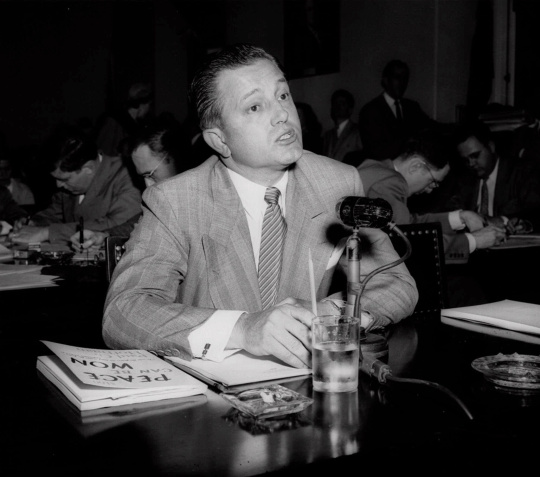

에드워드 드미트릭(Edward Dmytryk, 1908년 9월 4일 ~ 1999년 7월 1일)은 캐나다 태생의 미국의 영화 감독이다. 1940년대 누아르 영화로 유명하며 1947년 작품 십자포화를 통해 아카데미 감독상 후보에 올랐다.

## 참여 작품
- 십자포화 (영화)
- 케인호의 반란
- 부러진 창
- 젊은 사자들
- 워락 (1959년 영화)
- 안지오의 영웅들